# Parzenica
Parzenica – struga wypływająca z Jeziora Wielewskiego i uchodząca do rzeki Niechwaszcz w południowym regionie Kaszub zwanym Zaborami. Struga przepływa przez następujące jeziora: Głuchówko, Swatki, Blewiec, Łazy oraz Skąpe.
Parzenica stanowi szlak spływów kajakowych.